# Malolos
Malolos es la capital de la provincia filipina de Bulacán, situada en la región de Luzón Central. Fue la primera capital de la Primera República Filipina. Consiguió el estatus de ciudad en octubre de 2001.
Malolos es la ciudad más pequeña de Bulacán en términos de población. Según el censo de 2000, su población era de 175.291 habitantes. Las principales actividades económicas de la ciudad son la pesca y la agricultura.
Malolos tiene tres universidades: la Universidad de Bulacán, la University of Regina Carmeli y el Centro Escolar University.

## Historia
A finales del siglo XIX José Rizal dedica una poesía a las mujeres criollas de Malolos, que habían pedido permiso para poder crear una escuela femenina para enseñar español a las habitantes indígenas que no hablaban español.
En Malolos se redactó la primera constitución de las filipinas independientes.

## Barrios
La ciudad de Malolos tiene 51 barrios (barangay en filipino):
| - Anilao - Atlag - Babatnin - Bagna - Bagong Bayan - Balayong - Balite - Bangkal - Barihan - Bulihan - Bungahan - Dakila - Guinhawa - Caingin - Calero - Caliligawan - Canalate | - Caniogan - Catmon - Ligas - Liyang - Longos - Look 1st - Look 2nd - Lugam - Mabolo - Mambog - Masile - Matimbo - Mojon - Namayan - Niugan - Pamarawan - Panasahan | - Pinagbakahan - San Agustín - San Gabriel - San Juan - San Pablo - San Vicente (Pob.) - Santiago - Santísima Trinidad - Santo Cristo - Santo Niño (Pob.) - Santo Rosario (Pob.) - Santor - Santa Isabel - Sumapang Bata - Sumapang Matanda - Taal - Tikay - Cofradía |